# Riški zaljev
Riški zaljev je zaljev na istočnoj strani Baltičkog mora. Većim dijelom pripada Latviji, a manjim Estoniji. Najveća dubina zaljeva je 67 m. Zaljev je s dviju strana omeđen kopnom, sa sjeverne strane otokom Saaremaa, a s Baltičkim morem na zapadu je povezan tjesnacem Irbe. Najveći grad na zaljevu je Riga po kojoj je zaljev dobio ime. Ostali veći gradovi su Jūrmala u Latviji, te Pärnu i Kuressaare u Estoniji. Najveća rijeka koja se ulijeva u zaljev je Zapadna Dvina (Daugava) koja se ulijeva kod Rige. Ostale značajnije rijeke su Gauja i Pärnu.
Zbog velike količine slatke vode koja dolazi rijekama je voda u Riškom zaljevu slabije slanoće od Baltičkog mora. Zbog toga se more zimi zaleđuje, što onemogućuje pomorski promet prema Rigi.